# Оха (река, Сахалин)
Оха — река в России северной части острова Сахалин, крупнейшем острове России. Река протекает через одноименный город Оха и впадает в залив Уркт Охотского моря. Длина Охи — 6,5 км.
Верховья реки Оха находятся в горной долине Аллас, в этих места найдены нефтяные ключи, исследованные летом 1889 г. инженером Бацевичем. Далее течет между гор Урган и Мургун, в 47 километрах (44 верстах) к востоку от гиляцкой деревни Лянгри. В 1889 году в эти места было еще много разведывательных экспедиций предпринимателем Зотовым. Позже в 1910 году, у реки Оха, гордый инженер Миндов вместе с товариществом «Наследники Зотова и компания» построили первую буровую вышку и получили первую нефть на Сахалине. Теперь деревянную вышку, названной по имени Зотова, считают памятником истории.

## Данные водного реестра
По данным государственного водного реестра России относится к Амурскому бассейновому округу. Речной бассейн — бассейны рек острова Сахалин. Водохозяйственный участок — Водные объекты острова Сахалин без бассейна р. Сусуя.
Код водного объекта 20050000212199000002310.